# Sofía de Hungría
Sofía de Hungría (1100-1125) fue una princesa húngara del siglo XII. Ella era miembro de la Casa de Árpad.

## Biografía
Sofía era hija del rey Colomán de Hungría y su esposa Felicia de Sicilia. Sofía era la hija mayor de sus padres, y tuvo tres hermanos, entre ellos Esteban II de Hungría y su hermano gemelo Ladislao (quien murió a temprana edad), y una hermana de nombre desconocido, la cual se convirtió en la esposa de Vladimir, el Duque de Galitzia.
Sofía fue desposada por un noble húngaro llamado Saúl, quien llegó a ser ispán (gobernador de provincia) de Bihar, y de ellos nació un hijo conocido como Saúl de Hungría. Puesto que Esteban II no podía engendrar un heredero a pesar de haber tenido dos esposas, el monarca húngaro nombró como su heredero a su sobrino Saúl. Sin embargo Saúl probablemente murió antes que el propio rey, y ante la necesidad de nombrar un heredero, llamó a su primo Bela quien pensaba muerto. Tras la muerte de Esteban II en 1131, Bela fue coronado como Bela II.